# Artur Mas
Artur Mas i Gavarró, född 31 januari 1956 i Barcelona, är en katalansk (spansk) politiker och tidigare ledare för det ledande partiet CDC och dess efterföljare PDECat i Kataloniens parlament. Mellan 2010 och 2016 fungerade han som regionpresident. Mas har varit aktiv inom katalansk politik sedan 1987, och 1995 valdes han in i regionparlamentet. Efter att Jordi Pujol trätt tillbaka från sin roll som partiledare för CDC, övertog Mas denna roll 2006.
Artur Mas har som regionpresident fört en nationalistisk politik, där han hävdat Kataloniens autonomi och verkat för en möjlig separation mellan Spanien och Katalonien.

## Biografi

### Bakgrund
Artur Mas föddes 1956 i Barcelona. Han tog 1979 examen i företagsekonomi vid Barcelonas universitet. Därefter arbetade han inom olika industrigrenar, relaterade till logistik eller skinnberedning. 1982 innehade han olika tjänster inom Generalitat de Catalunya med kopplingar till investeringar från utlandet eller marknadsföring av handelsmässor.

### Karriär som politiker 1987–2010
1987 gick Mas in i politiken, som kandidat för CiU i det årets kommunalval i Barcelona. Han valdes in i kommunfullmäktige och återvaldes både 1991 och 1995. Mellan 1991 och 1995 var han också invald i "landstinget" för provinsen Barcelona – Diputació de Barcelona.
1995 tog Artur Mas ytterligare ett steg, då han kandiderade till – och valdes in i – Kataloniens parlament. Samma år utsågs han till minister över offentliga byggen, och senare uppbar han rollen som ekonomi- och finansminister inom det katalanska regionstyret. 1996 hade han valts till ordförande för CDC:s Barcelonaavdelning, och därefter skaffade han sig även poster centralt inom CDC.
2001 valdes Artur Mas till vicepresident i den katalanska regionregeringen, en roll som endast stod under den som regionpresident (en roll som då innehades av Jordi Pujol). 2003 utsågs Mas till partifederationens kandidat till den regionala presidentposten. Detta val förlorade dock Mas och CiU – för första gången sedan partiets bildande, efter att en partiöverenskommelse mellan de tre vänsterpartierna PSC, ERC och ICV fått majoritet och därmed kunde välja Pasqual Maragall till regionens president. Åren 2004–10 fungerade Mas som oppositionsledare i Kataloniens parlament. 2006 valdes han till ordförande för CiU, som efterträdare till Jordi Pujol.

### Kataloniens regionpresident
Som både regionpresident och ledare för partifederationen CiU har Artur Mas fortsatt i den roll som Jordi Pujol hade under 1980- och 1990-talet, det vill säga den som Kataloniens ledande politiker. Vid sitt inval 2010 som Kataloniens president för Generalitat de Catalunya, Kataloniens regionstyre, efterträdde han José Montilla. Denne hade i fyra års tid innehaft posten som ledare för PSC, den katalanska grenen av PSOE. Mas valde att bilda en minoritetsregering endast bestående av CiU, som fick 62 av sammanlagt 135 platser i parlamentet. Han räknade med att kunna söka stöd från andra partier i de konkreta frågorna – i första hand från ERC, också det ett parti med en prokatalansk agenda.
Artur Mas har under sin tid som regionpresident aktivt hävdat Kataloniens självständiga roll gentemot Madrid och Spanien. Till en början gällde det endast ett stärkande av regionens autonomi, vilken utökats efter 2006 års omskrivna självstyrelsestatuter. Successivt har han dock allt starkare understrukit Kataloniens och katalanernas rätt att själva bestämma sitt öde (hänsyftande till principen om nationellt självbestämmande – se vidare katalanism), påverkad av det tidigare 2010-talets massiva demonstrationer för självstyre/självständighet på Kataloniens nationaldag.

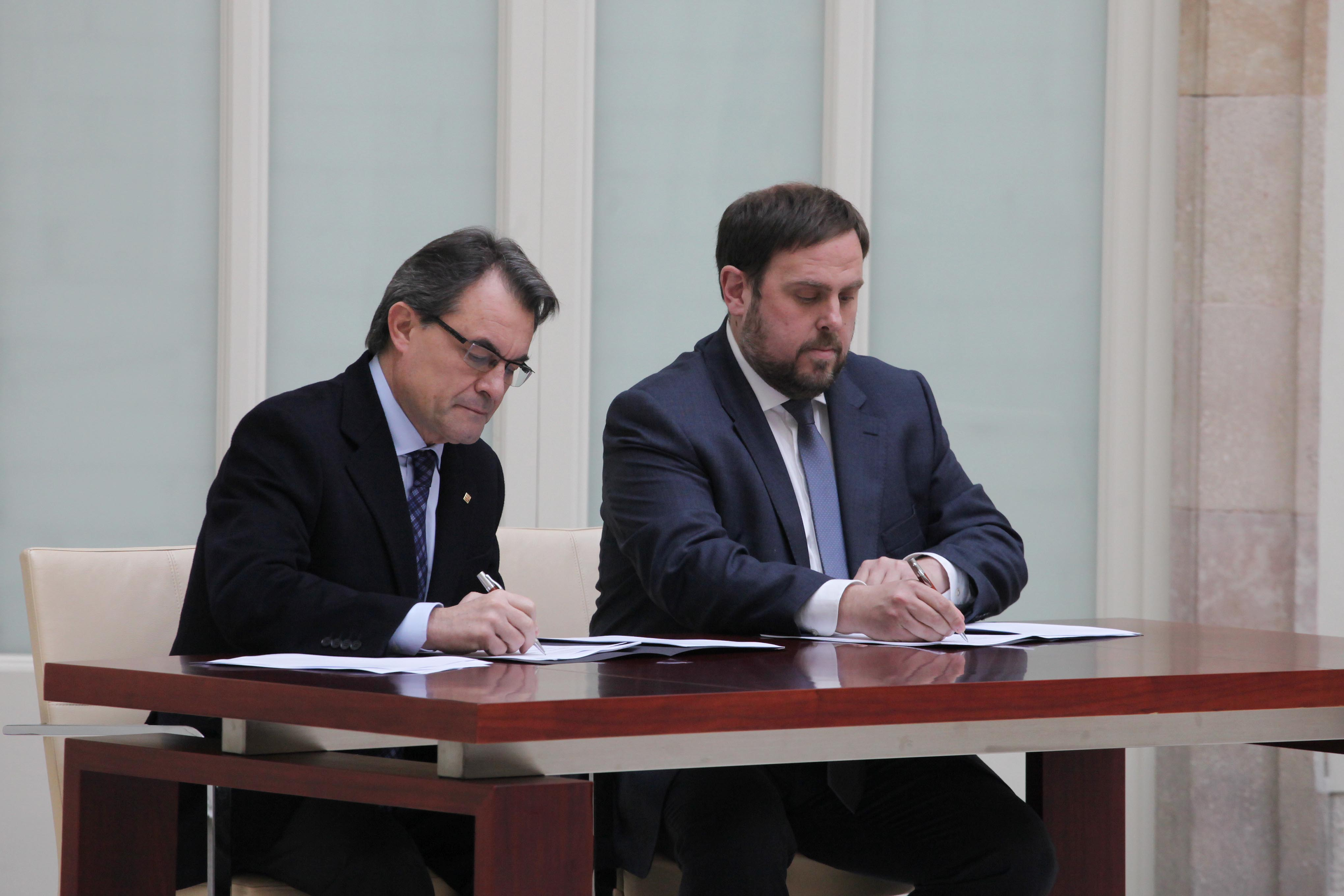
Artur Mas och ERC-ledaren Oriol Junqueras undertecknar valsamarbetet, efter de katalanska parlamentsvalen 2012.

2012 lät Mas utlysa nyval till Kataloniens parlament. Valet ledde dock till en minskad röstandel för CiU (från 62 till 50 mandat), men Mas kunde fortsätta regera tack vare ett nu fastare samarbete med ERC och dess 21 parlamentsledamöter.
Mas har som regionpresident allt mer kommit att arbeta för att få till stånd beslutande folkomröstningar om regionens framtida status. Folkomröstningen 9 november 2014 ägde rum först efter ett antal underkännanden från Spaniens författningsdomstol och omskrivningar av omröstningens karaktär. Därefter olagligförklarade författningsdomstolen resultatet av folkomröstningen, vilken endast lockat mindre än hälften av de röstberättigade men från dessa inhämtat ett överväldigande stöd för full självständighet för regionen.
Under 2014 rullades Kataloniens variant av senare års många spanska korruptionsskandaler upp. Tidigare hade Partido Popular bland annat tvingats medge mångåriga hemliga fonder. I Katalonien erkände Jordi Pujol sin inblandning i pengatvätt och olagliga byggnadskontrakt. Även sonen Oriol Pujol hade fått medge oegentligheter, vilket ledde till att de båda fick avsäga sig alla offentliga ämbeten. Mas, som setts som Jordi Pujols kronprins och arvtagare, fick en tid mycket att förklara. Numera är presidentkansliet mån om att viktiga uppgifter från regionpresidentens skattedeklaration endast ska finnas ett klick bort från dennes officiella biografi på Internet.

### Regionalvalen 2015
Inför de extrautlysta regionalvalen i Katalonien 27 september 2015 medverkade Artur Mas aktivt till skapandet av en gemensam valplattform  (Junts pel Sí, 'Tillsammans för Ja', dessförinnan provisorist omnämnt som "La Llista de Mas", 'Mas lista') byggd på flera katalanska partier som siktar mot ett självständigt Katalonien. Där ingår hans eget CDC och vänsterpartiet Esquerra Republicana de Catalunya, men däremot inte tidigare koalitionspartnern UDC som med knapp majoritet i juni 2015 sa nej till valplattformen och därmed spräckte det mångåriga samarbetet inom Convergència i Unió. Det radikala vänsterpartiet CUP (Candidatura d'Unitat Popular), med en uttalad katalanskseparatistisk agenda, valde också att stå utanför samlingslistan.
Artur Mas var redo att arbeta för Kataloniens fulla självständighet, om "hans" valplattform vann regionvalen i september, trots att realismen i färdvägen även från internationellt håll mötts med skepsis. Mas deltagande i regionledarnas julimöte med Spaniens kung Felipe VI i Zarzuelapalatset ledde till kritik från denne. Felipe VI påpekade att "respekterande av lagen är inget alternativ", med syftning på tidigare uttalanden. Där hade Kataloniens regionpresident ansett att Katalonien hade rätt att utropa sin självständighet oavsett vad spansk lag (eller författningsdomstol) tyckte om saken.
September månads regionalval ledde till att Junts pel Sí blev största parti. Tillsammans med CUP erövrade man majoriteten av platserna i parlamentet, även om man inte nådde en majoritet av antal röstande. Sedan oktober månad pågick hårda regeringsförhandlingar, där CUP uppställt hårda villkor för att stödja en regionregering byggd på Junts pel Sí. Vänsterpartiet CUP är ingen varm anhängare av den borgerlige politikern Mas, oavsett de bådas gemensamma katalanska agenda. Tills vidare verkade Artur Mas som tillförordnad regionpresident.
Till slut valde Mas att träda tillbaka och erbjuda sin kandidatur till staden Gironas borgmästare Carles Puigdemont. Denne valdes 10 januari (den sista möjliga dagen före ett hotande nyval) till ny regionpresident.

### Två "steg åt sidan"
9 januari 2016 steg Artur Mas åt sidan, både som ordförande för CDC och som kandidat till posten som ny regionpresident. Exakt på dagen två år senare meddelade Mas den 9 januari 2018 att han steg åt sidan som ordförande för CDC:s efterföljare PDECat. Mas står under åtal i spansk domstol för sin roll i beslutet den 9 november 2015 att inleda en process mot full självständighet för Katalonien. Resultatet av detta åtal gör att han inte kan tillträda offentlig (politisk) tjänst i Spanien under två års tid. Beslutet att träda ytterligare ett steg tillbaka från den politiska scenen motiveras också av att Mas inte vill stå i vägen för en fortsatt förnyelse av den politiska rörelse som nu bär namnet PDECat – och via valplattformen Junts per Catalunya gjort ett bra parlamentsval 2017.